# Campo di internamento di Isola del Gran Sasso
Il campo di internamento di Isola del Gran Sasso, in provincia di Teramo, è uno dei numerosi campi di internamento istituiti dal governo fascista in seguito all'entrata dell'Italia nella seconda guerra mondiale, per rinchiudervi stranieri e oppositori antifascisti. Fu operante dal giugno 1940 al giugno 1944, con una capienza massima di circa 150 persone. Vi furono internati ebrei (in prevalenza tedeschi) e cinesi.

## La storia
Nel giugno 1940 furono individuati come possibili luoghi di internamento nella provincia di Teramo due edifici a Isola del Gran Sasso: un grande salone fatto costruire dai Padri Passionisti vicino al Santuario di San Gabriele dell'Addolorata per il ricovero dei pellegrini, e un edificio di recente costruzione dell'ex-albergo (il San Gabriele) di proprietà della famiglia Santini. La capienza massima, dapprima stabilita in 180 posti fu ridotta a 135, in seguito alle ispezioni sanitarie.
Alla direzione del campo fu preposto il podestà del paese Giovanni De Plato. La sorveglianza fu affidata ai carabinieri, l'assistenza sanitaria al dott. Luigi Di Sabatino.
Il campo era già operante alla metà di giugno 1940; agli inizi del 1941 si contavano nei due edifici 105 internati, in prevalenza ebrei tedeschi.
Nonostante il regime coatto ed il freddo intenso dei mesi invernali, le condizioni di vita erano discrete. Gli internati godevano di una certa libertà, tanto che vi furono anche delle denunce anonime al riguardo, considerandola eccessiva. Vi furono ispezioni della Croce Rossa e gli internati poterono ricevere gli aiuti internazionali della DELASEM. Alcuni di essi, in cambio di denaro, consumavano i pasti presso famiglie locali. L'edificio dell'ex-albergo era in buono stato, mentre qualche problema igienico-sanitario si riscontrava per il salone vicino al Santuario di San Gabriele dell'Addolorata.
Con l'arrivo il 5 settembre 1941 del primo gruppo di 10 cinesi dal campo di internamento di Tossicia, la demografia del campo mutò. Ai cinesi fu dapprima riservato il salone dei Padri Passionisti, mentre gli ebrei furono sistemati nei locali dell'ex-albergo. Nel maggio 1942 il Ministero dell'Interno decise di sistemare a Isola del Gran Sasso tutti i cinesi internati a Tossicia, trasferendo altrove gli ebrei: a Ferramonti e, nel caso dell'unico ebreo italiano presente, a Isernia.
L'arrivo dei cinesi provocò problemi di sovraffollamento, raggiungendo le 147 unità rispetto al limite previsto di 135 presenze. Ci furono anche tensioni per la presenza nel campo di un sacerdote dei Minori conventuali, padre Antonio Tchang, ivi inviato dalla Santa Sede per convertire gli internati cinesi al cattolicesimo.
Dopo l'8 settembre 1943, le autorità tedesche a più riprese (il 26 ottobre e il 27 novembre 1943) trasferirono in altri campi o al nord gruppi di internati e gran parte del casermaggio. Nuovi gruppi di cinesi giunsero a rimpiazzarli. Come si è detto, da tempo non vi era più alcun ebreo al campo, né altri vi giunsero. I 5 ebrei ex-internati a Isola che perirono a Auschwitz furono arrestati in altre località e altre circostanze. Tutti gli altri, attraverso esperienze le più diverse, sfuggirono alla cattura e alle deportazione. Quando ai primi di giugno 1944 l'intera zona fu liberata dagli Alleati, nel campo erano ancora presenti 99 internati cinesi che solo allora riacquistarono la loro libertà.